# Hildesheim (Suriname)
Hildesheim is een plaats en voormalige plantage in Suriname. Het ligt op de rechteroever van de Beneden-Saramaccarivier in het district Saramacca, en aan het eind van de 30 kilometer lange Gangaram Pandayweg, voorheen Larecoweg, die begint in de buurt van Groningen.
In het dorp staat een openbare basisschool. De dichtstbijzijnde (hulp)poli van de Regionale Gezondheidsdienst (RGD) staat in La Prevoyance, eveneens aan de Gangaram Pandayweg.
De plaats maakt deel uit van een landbouwgebied en werd eind 17e, begin 18e eeuw gesticht als plantage. Johan Julius Gottlieb Spilker was in 1824 de eigenaar en verbouwde dat jaar katoen, drie jaar later werd er koffie verbouwd. De plantage was toen 1000 akkers groot. In 1831 was er nog sprake van een oppervlakte van 500 akkers.
Jacoba Wilhelmina de Bije was in 1834 de eigenares. Zij vestigde in 1835 een hypotheek ten gunste van wezen die vertegenwoordigd werden door weesmeester H.W. Lans. Rond 1844 werd hier opnieuw koffie verbouwd.
Na de afschaffing van de slavernij kwamen hier veel ex-contractanten wonen. Rond 1940 heerste er een wantsenplaag in de rijstteelt hier en het nabijgelegen Huwelijkszorg.
Er was nog geen weg en – op tochten over paadjes na – ging het vervoer vooral via de rivier. De weg die er later kwam kreeg in 2014 straatverlichting.